# Ralph Woolsey
Ralph Woolsey (* 1. Januar 1914 in Oregon; † 23. März 2018 in Woodland Hills, Los Angeles, Kalifornien) war ein US-amerikanischer Kameramann.

## Leben
Woolsey begann seine Laufbahn in den 1930er Jahren als Regisseur für Naturfilme des Bundesstaates Minnesota. Nach dem Zweiten Weltkrieg zog er nach Kalifornien, um im Filmgeschäft tätig zu sein. Er war als Kameramann an verschiedenen Dokumentationen beteiligt und arbeitete ab 1957 für Warner Brothers. Zudem unterrichtete an der University of Southern California. Bis Ende der 1960er war er vor allem an verschiedenen Fernsehserien beteiligt. Danach folgten bis einschließlich 1980 mehrere Kino- und Fernsehfilme.
1959 wurde er für eine Folge der Serie Maverick erstmals für den Emmy nominiert, eine zweite Nominierung folgte im Jahr darauf. 1968 wurde er für seine Arbeit an einer Episode von Ihr Auftritt, Al Mundy mit dem Emmy ausgezeichnet.
Woolsey war seit 1956 Mitglied der American Society of Cinematographers und 1983/1984 deren Präsident. 2003 wurde er von der Organisation mit dem ASC President’s Award geehrt.

## Filmografie (Auswahl)
- 1957–1959: Maverick (Fernsehserie)
- 1958–1962: Lawman (Fernsehserie)
- 1961: Claudelle und ihre Liebhaber (Claudelle Inglish)
- 1965: Schwarze Sporen (Black Spurs)
- 1965–1966: Mister Roberts (Fernsehserie)
- 1966: Batman (Fernsehserie)
- 1968–1969: Ihr Auftritt, Al Mundy (It Takes a Thief)
- 1969: Little Fauss und Big Halsy (Little Fauss and Big Halsy)
- 1970: Blutige Erdbeeren (The Strawberry Statement)
- 1972: Polizeirevier Los Angeles Ost (The New Centurions)
- 1973: The Iceman Cometh
- 1974: König Ballermann (99 and 44/100% Dead)
- 1975: Lifeguard
- 1975: Ein Mädchen, ein Muli und Omas Whisky (A Girl Named Sooner)
- 1976: C.R.A.S.H. (Mother, Jugs & Speed)
- 1979: Der große Santini (The Great Santini)
- 1979: The Promise
- 1980: Einmal Scheidung, bitte! (The Last Married Couple in America)
- 1980: Tracy trifft den lieben Gott (Oh, God! Book II)